# Flabellina telja
Espèce
Synonymes
- Flabellina stohleri Bertsch & Ferreira, 1974[2]

Flabellina telja est une espèce de nudibranche de la famille des Flabellinidés.

## Distribution et habitat
L'espèce se rencontre sur la côte Pacifique de l'Amérique Centrale, au moins jusqu'à 11 m de profondeur, sur des fonds rocheux.

## Description
Ce nudibranche mesure entre 0,5 et 1,2 mm,.Le corps translucide est rosâtre et parcouru de taches blanches opaques irrégulières. Les cérates montrent des taches semblables. Les viscères visibles à travers le corps confèrent une teinte rouge sombre, surtout après que l'animal se soit nourri. Semi-translucides, les cérates laissent voir une large extension de la glande digestive : celle-ci leur confère une coloration comprise entre le rouge sombre et le rose. Les rhinophores sont lamellés : ils sont surtout blancs mais peuvent aussi prendre une coloration marron clair ou rose foncé,. Les cérates sont surélevés. 

## Publication originale
(en) Ev. Marcus et Er. Marcus, « American opisthobranch mollusks. Part 2, Opisthobranchs from the Gulf of California. », Studies in Tropical Oceanography, Miami, vol. 6,‎ 1967, p. 141-256